# 阿罗多
阿罗多（?—?），东汉时车师后部王。
汉桓帝永兴元年（153年），他和戊部侯严皓不和，围攻屯田且固城，杀伤官吏士兵。不久因为后部侯炭遮领余众叛乱降汉，带着母亲妻儿随从一百余人流亡北匈奴。敦煌郡太守宋亮立后部故王军就的儿子卑君为后部王。他从匈奴回来，和卑君争夺王位。戊校尉阎详害怕他引匈奴扰乱西域，于是支持阿罗多复位。